# Exobasidium shiraianum
Exobasidium shiraianum ist eine Pilzart der Familie der Nacktbasidienverwandten (Exobasidiaceae) aus der Ordnung Ustilaginomycotina. Sie ist ein Endoparasit verschiedener Rhododendren. Symptome des Befalls durch den Pilz sind das Bleichen der Blätter und bisweilen auch das Hervortreten des Myzels auf der Blattunterseite der Wirtspflanzen. Die Pilzart ist in Japan verbreitet.

## Merkmale

### Makroskopische Merkmale
Exobasidium shiraianum ist mit bloßem Auge zunächst nicht zu erkennen. Symptome des Befalls sind eine Chlorose der Blätter und bisweilen auch das Hervortreten von pulverigem Myzel auf den Unterseiten junger Blätter.

### Mikroskopische Merkmale
Das Myzel von Exobasidium shiraianum wächst wie bei allen Nacktbasidien interzellulär und bildet Saugfäden, die in das Speichergewebe des Wirtes wachsen. Die zwei- bis dreisporigen, 5–30 × 5–9 µm großen Basidien sind lang, unseptiert und zylindrisch bis keulenförmig. Sie wachsen direkt aus der Wirtsepidermis oder aus Spaltöffnungen. Die elliptischen bis eiförmigen Sporen sind hyalin und 11–21 × 5–8 µm groß. Zunächst sind sie unseptiert, reif besitzen sie ein bis drei, selten vier Septen. Die Konidien sind hyalin, annähernd spindel- bis bazillenförmig und 2–10 × 1–2 μm groß.

## Verbreitung
Das bekannte Verbreitungsgebiet von Exobasidum shiraianum erstreckt sich über ganz Japan.

## Ökologie
Die Wirtspflanzen von Exobasidium shiraianum sind diverse Rhododendren (Rhododendron spp.). Der Pilz ernährt sich von den im Speichergewebe der Pflanzen vorhandenen Nährstoffen, seine Basidien brechen später durch die Blattoberfläche und setzen Sporen frei. Diese keimen, nachdem sie auf geeignetes Substrat gefallen sind, zu Keimschläuchen und Konidien, aus denen sich dann neues Myzel entwickelt.